# Rozjezdový odporník
Rozjezdový odporník, nepřesně také zvaný rozjezdový odpor, je speciální druh rezistoru, který je používán při odporové regulaci výkonu drážních vozidel závislé trakce (elektrických lokomotiv, elektrických jednotek, tramvají, vozidel metra, trolejbusů). Jde o odporník o stupňovitě proměnné hodnotě odporu – jsou z něj vyvedeny odbočky, mezi kterými se v průběhu rozjezdu vozidla přepíná pomocí kontroléru nebo stykačů.
Je-li vozidlo zároveň vybaveno elektrodynamickou brzdou (EDB), slouží zpravidla tentýž odporník také k maření energie vzniklé při elektrodynamickém brzdění (a to i u vozidel schopných rekuperovat – v situacích, kdy síť vyrobenou elektřinu nepojme). 
V novější době vozidla nejsou obvykle vybavena odporovou regulací výkonu při rozjezdu a rozjezd je řízen pulsními měniči; mívají však EDB a potom mají brzdový odporník konstrukčně podobný rozjezdovému; zdařilý systém regulace ovšem umožní použít odporník konstantní velikosti, bez odboček. Takový brzdový odporník mohou mít i vozidla nezávislé trakce s elektrickým přenosem výkonu a s EDB.

## Řešení u elektrických lokomotiv Škoda
Rozjezdové odporníky bývají vyrobeny z litiny (starší konstrukce) nebo z materiálu Fechral (novější konstrukce). Litinové odporníky se používaly na elektrických lokomotivách ŠKODA 1. generace, vyznačují se pouze omezenou dobou zatížení – po několika sekundách je nutné zařadit vyšší stupeň, protože odporníky těchto lokomotiv nejsou dostatečně tepelně dimenzovány pro dlouhodobé nebo trvalé zatížení. (Tyto lokomotivy neměly EDB, u které by tato vlastnost byla na překážku.) Fechralový odporník z lokomotiv 2. generace je možné zatížit dlouhodobě – to je proti litinovému odporníku významná výhoda, ovšem na druhou stranu je nutné počítat se značným oteplením při zatížení, což se kompenzuje intenzivním chlazením. Samotný materiál Fechral je slitinou železa, chromu a hliníku – z chemických názvu těchto tří prvků je ostatně odvozen také jeho název: FErrum, CHRomium, ALuminium. 
Rozjezdové odporníky jsou obvykle umístěny přímo na střeše lokomotivy nebo ve stropě strojovny ve zvláštní skříni. Ta je rozpoznatelná podle žaluzií, umožňujících nasávání a vyfukování chladicího vzduchu. Samotné chlazení zajišťuje několik ventilátorů, poháněných elektromotory. Tyto elektromotory jsou napájeny z úbytku napětí na odporníku (je z něj vyvedena odbočka), což znamená, že čím více energie zaniká na odporníku, tím více energie je přiváděno na ventilátory a úměrně tomu rostou jejich otáčky a chladicí výkon.

## Řešení u tramvají Tatra / ČKD Tatra
K označení kombinovaného rozjezdového a brzdového odporníku (včetně systému regulace) vycházejícího z konstrukce vozu PCC se tradičně užívá speciální výraz Zrychlovač.

## Použití u dieselelektrických lokomotiv ČKD
Novější dieselelektrické lokomotivy ČKD (řady 714, 731, 743, ČME3T) jsou příkladem využití EDB u vozidel nezávislé trakce, a tedy jsou nevyhnutelně vybaveny brzdovým odporníkem. Je umístěn svisle v zadním představku a chlazen jediným ventilátorem (u prvních 20 lokomotiv ČME3T a u motorového vozu 843, jehož elektrickou výzbroj dodala rovněž ČKD, je umístěn na střeše). Výkon EDB zde bývá i vyšší než trakční.